# Kazettás mennyezet
A kazettás mennyezet (olasz: cassetta → doboz) mélyített négy- vagy sokszögű mezőkkel ellátott boltozott felület vagy síkfödém, szabályos elrendezésben. A kazetta lehet üres, de díszítések, színek vagy festmények is kitölthetik. Főleg az ókorban, a reneszánszban és a barokkban kedvelték.

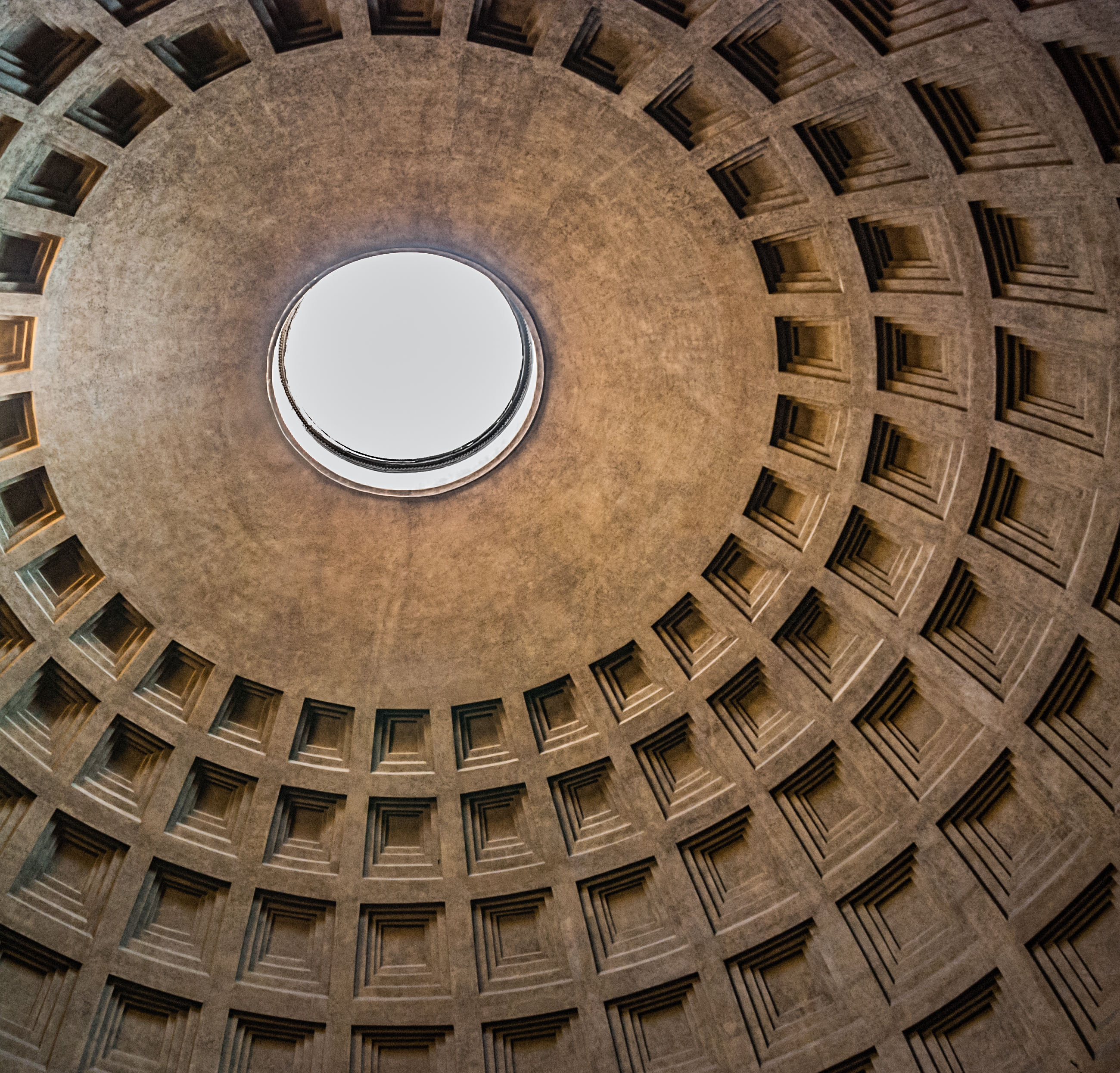
Kazetták a Pantheon mennyezetén, Rómában

A festett kazettás mennyezetek a magyar népművészet és egyházi művészet szemet gyönyörködtető alkotásai a reneszánsz kora óta. A reformáció sok mindenben az ősegyház egyszerűségét hozta vissza a kereszténységbe. Különösen a református és unitárius gyülekezetek templomainak falát lemeszelték, egyszerűsödött a templomok belső bútorzata is. Központi szerepet kapott az igehirdetés helye, a szószék, és az úrvacsora kiosztásának helye, az úrasztala vagy az oltár. Az ünnep azonban mindig megkövetelte azt, hogy különös gondossággal alakítsa ki a közösség, akár az egyszerű helyszíneket is.

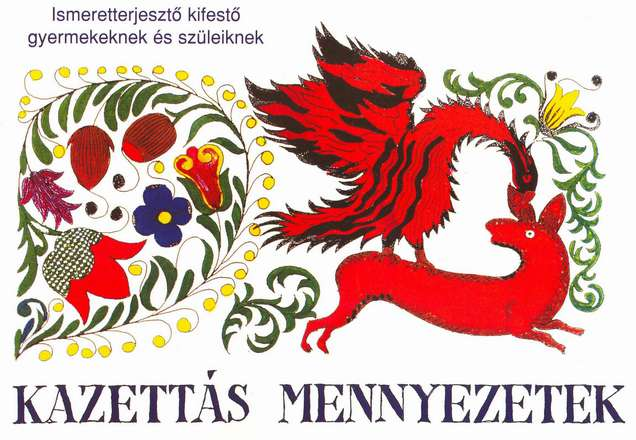
A noszvaji (Heves vármegye) mennyezetkazetták egy művészeti kiállítási füzet borítóján.

## A templom díszítése a reneszánsz és a reformáció idején
A templom mindig a közösség találkozásának a legfontosabb helyszíne volt. Ezért a reformáció korában fölvirágzott reneszánsz művészet fokozatosan helyet kapott a díszeiben leegyszerűsödött református templomokban. Fokozatosan jelent meg például a fatábla festészet, mely a karzat mellvédlapjait és a mennyezet kazettáit díszítette képekkel. Itáliában nemcsak a fejedelmeknek, a gazdag kereskedőknek és más polgároknak a lakóhelyét, hanem a társadalmi szervezetek épületeinek (városháza, posztócsarnok, s sok más építészeti alkotásnak) a díszítését formálta a korabeli reneszánsz művészet.

## Főurak művészete és népi művészet is
Magyarországon, a három részre szakadt országban, inkább csak a fejedelmi udvar győzte a művészet pártolását. A templomi művészet azonban, bár fogadott be mintákat a főúri-fejedelmi alkotásokból, szorosan összefonódott a népművészettel is. Míg a népművészet egyszerűségében is gazdag díszítés-, forma- és gondolatvilága az oltárkendők, a ruházat és a díszítőművészet más színterei (például falfestészet ismét) számára adta a legtöbbet, a legismertebb, – mert egykor a leginkább elterjedt – református művészeti alkotás a festett kazettás mennyezet lett.

## Itáliai kapcsolatok
A festett kazettás mennyezetek eredeti forrásának az itáliai reneszánsz táblafestészetet tekintik. Az építészeti forma Itáliából közvetített fejedelmi építészeti megoldása mellett maga a mintakincs sokat őriz a magyar népművészeti hagyományból is. A kazettás mennyezetek ma is látható gazdag motívumkincse szorosan egybefonódik más népművészeti alkotások díszítő kincsével. Egyes növényi díszítőmotívumok is lehetnek ugyan itáliai eredetűek, ez azonban megihlette a hazai asztalos mestereket, akik e templomkazettákat kifestették. Ez az ösztönöző hatás csak a gazdag hazai népművészettel együtt alakíthatta ki azt a formai nyelvet, amit ma ugyanúgy sorolhatunk művészeti korszaknak a hazai templom-művészetben, mint néhány évszázaddal korábban a Szent László legenda falfestészetet megtermékenyítő korszakát.

## Kitekintés eurázsiai kapcsolatokra
A magyarországi népek mindig őriztek hagyományokat az eurázsiai műveltségből. A beszélt nyelvben élő régiségekre bizonyították ezt a máig való továbbélést Erdélyi Zsuzsanna vagy Kallós Zoltán népi imádság gyűjtései, vagy a századelőn Kodály és Bartók népdalgyűjtései. Ugyanígy képzelhetjük el ezt a régi korokban is, és a műveltségnek és a művészeti alkotásoknak más területein is. Az eurázsiai művészetnek egy korábbi magasművészeti ága volt a Közép Ázsiából (régészeti feltárásokból) ma már jól ismert freskófestészet (Afrasiab, Pendzsikent). Valamilyen formában ez tért vissza, elevenedett meg és kapott újra helyet templomainkban a Szent László legendával. Ennek révén jelölhet ma korszakot a romanika templomi művészetében a Szent László legendával díszített templomok freskófestészete. S a Szent László legendához hasonlóan vált a templomi művészet ösztönzőjévé a reneszánsz művészet néhány alkotási formája is: esetünkben a kazettás mennyezet. Ahogyan kissé korábban a román kori építészetben gyakori íves árkádsor volt a megtermékenyítője a népi művészeti képzeletnek, s lett a reneszánsz korban ismét megerősítve, mert a reneszánsz árkádsor szintén kedvelt építészeti forma volt.

## Kazettás mennyezettel díszített templomok Magyarországon

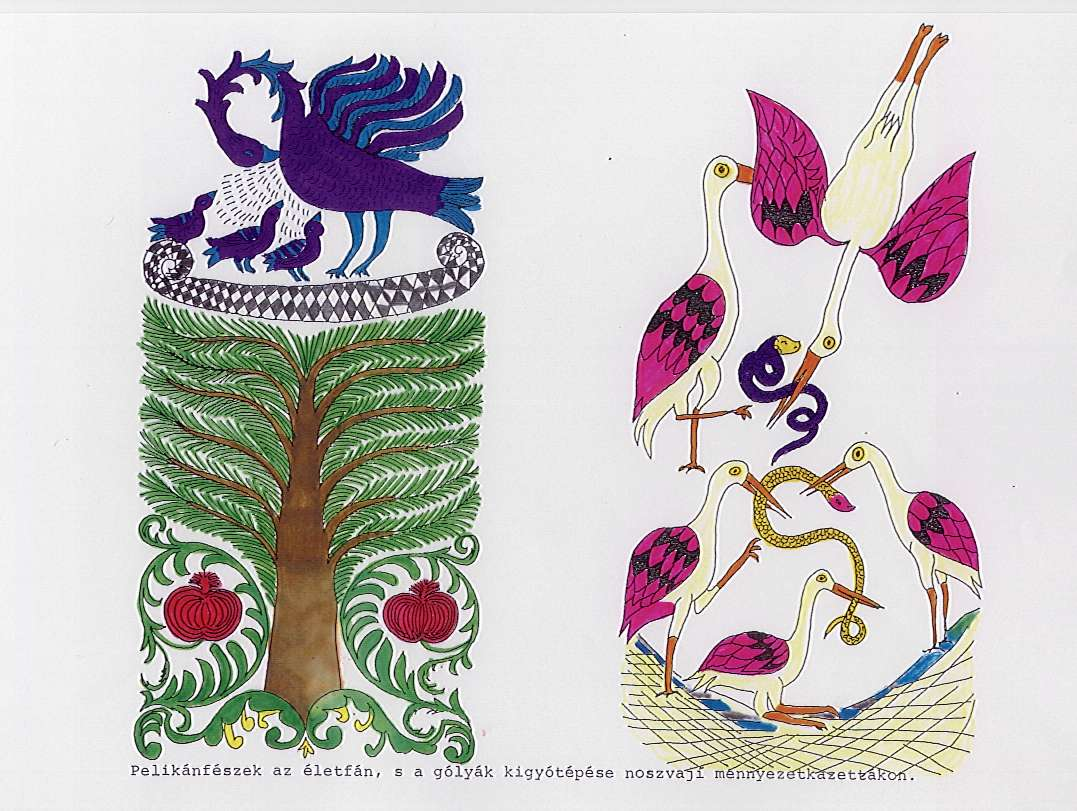
A noszvaji (Heves vármegye) mennyezetkazetták a Kazettás mennyezetek című művészeti kiállítási füzet hátsó borítóján.

A Kárpát-medencében még a mai, erősen leromlott állapotban is több kazettás mennyezet található, mint a maradék Európában összesen. (Ebben a tekintetben hasonló a helyzet az ugyancsak rangján alul kezelt kerektemplom-témához.) Nálunk a máig egészben vagy részben fennmaradt kazettás mennyezetek száma a százas nagyságrendben (száz és ezer között) mozog, és egy-egy templomra átlagosan száz kazettát számíthatunk. 
A Kárpát-medencén belül a festett kazettás mennyezetek és az ún. „rokonemlékek” (karzatmellvédek, padelőlapok, szószékek és feljáróik oldallapjai) ábraanyaga nem egymástól elszigetelt motívumok önkényes válogatású és elrendezésű halmaza, hanem nagyon is célszerű és jól felismerhető-rekonstruálható rendszert alkot. Ez a rendszer mind alapvonalaiban, mind konkrét formaképleteiben igen nagymértékű egyöntetűséget mutat a Kárpát-medencén belül, az egymástól tetemes távolságra lévő helységek esetében is.
A magyarországi kazettás mennyezetek igen szép példáit találjuk a Felső-Tisza-vidéken, Somogy vármegyében (Szenna), a Zala vármegyei Szentgyörgyvölgy református templomában és Baranya vármegyében a Dráva mentén, Heves, Gömör, Borsod, Zemplén megye területén, de végig az egész Felvidéken és különösen gazdagon Erdélyben, Kalotaszegen (Gyalui Asztalos János, Umling Lőrinc). Az erdélyiek közül a két legrégebbi az ádámosi és a gogánváraljai festett kazettás famennyezet. A Felső Tisza vidékéről Gyügye és Csengersima templomaiból, s Erdélyből Tancsról, Oklándról és Gelencéről ismerjük a legszebb példákat.
Az ország középső részén nem volt jellemző a kazettás mennyezetű templomok kialakítása, illetve az ilyenek nem maradtak fenn; a kevés kivétel egyike a fővároshoz közeli Tök református temploma, ahol eredetileg 42 festett fakazetta volt, feltehetőleg mind egyedi, egyszer sem ismétlődő motívumokkal. A 19-20. század fordulója körül a mennyezeti táblák múzeumba kerültek és nagyobb részük megsemmisült, de 15 teljes kazetta és 9 kazetta töredéke fennmaradt. Ezek alapján a 2000-es évtized végén Mészáros Ágnes festőművész elkészítette a 15 épségben megmaradt kazetta pontos másolatát, amik 2010 óta az eredeti helyükön láthatóak. Az eredeti kazetták készítői a festő-asztalosairól híres Révkomáromból érkezett mesterek voltak, ugyanazon műhely alkotóinak keze munkája őrződhetett meg több Veszprém környéki település, például Vilonya és talán Sóly református templomaiban is.
A templomi égképek vizsgálati módszerei
I. Történeti, művészettörténeti, néprajzi megközelítés: leírja, hogy mit jegyzett fel eddig a tudomány a kazetták fellelhetőségéről, készítéséről, készítői és használói által elmondott elnevezéseiről. Kérdése: mit mondtak, mit írtak a kazettákról az emberek. Leíró tudomány. 
II. Asztrológiai megközelítés: a kazettákban az állatövi jegyeket írja le, ahogy a kazetták megmutatják az évkőr egyes szakaszainak jellemző tulajdonságait. Kérdése: mi van megírva a csillagokban. Leíró tudomány. Leírja a több ezer éve felhalmozott tudást a csillagok hatásáról. 
III. Teológiai megközelítés: (mennyezetkép kutatás, caelumológia) a mennyezetkazetták és rendszereinek teológiai alapjeleit, ősjeleit, ősképeit keresi a bibliai igék, tanítói képek alapján. Kérdése: mi van megírva Isten igéjében A láthatóval és láthatatlannal foglalkozó tudomány.
Égképek fajtái tartalmuk szerint
I. Életfás, világfás istentiszteleti évképek:  A mennyezetkazetták az egyházi, istentiszteleti évkőr egy-egy jellemző szakaszát jelölik. Színezővel feldolgozott istentiszteleti évkép kazettás mennyezetek: Tök, Abony (Pest) vármegye.
II. Teljes mennyezet, üdvtörténetet mutató égképek: A mennyezeten lévő ősjeleket tartalmazó ősképek segítségével az üdvtörténet lejátszható dramatikus játék segítségével. Teljes égkép mennyezetek: Taq-Kasra Irak. VII.sz. , Naarden Hollandia, Buda Várpalota. XIV.sz., Pest vármegye. Csengersima Szabolcs-Szatmár vármegye 1761.
III. Népi változatú évképek, égképek, mennyezetek: Ősjeleket, ősképeket tartalmazó életfás, világfás évképek, a teljes mennyezetű égképek népi változatai.

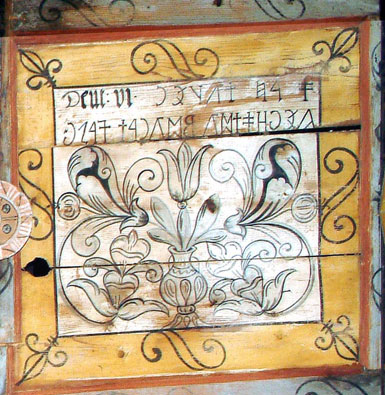
Kazettás mennyezeti részlet Énlakán

- Csarodán a XIII. század második felében épült a késő román stílusú templom. A templombelsőben XIII-XIV-XVII. századi freskó maradványok láthatók. Nemcsak a templombelsőben, hanem a külső homlokzaton is megőrződtek részletek az 1642-ben készült népies falfestésből, mely tulipán motívumokat is tartalmaz.[7]Kazettás mennyezeti részlet ÉnlakánAz énlakai unitárius templom kazettás mennyezetéről rovásírásos felirata (1668)

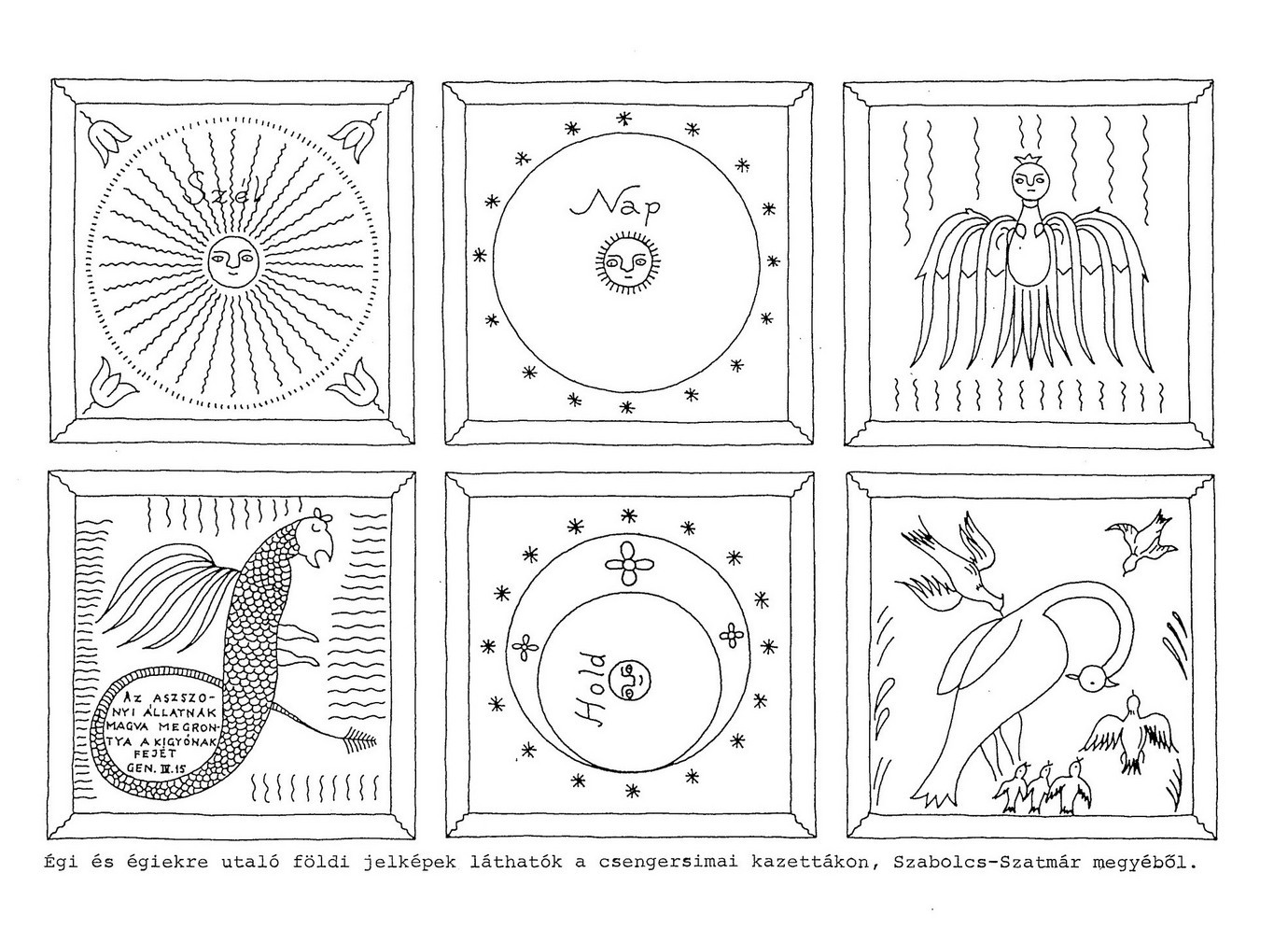
Csengersimai (Szabolcs-Szatmár vármegye) mennyezetkazetták a Kazettás mennyezetek című művészeti kiállítási füzetből.

- Református templom, Csengersima A román stílusú templom a 13. században épült, a 15. században bővítették, 1717-ben a tatárok újra felégették a települést templomával együtt, amit 1729-34 között Tunyogi Korda Mihálynak, a falu új református birtokosának és feleségének a segítségével építettek újjá... 1755-ben újrazsindelyezték, majd 1761-ben kazettás famennyezetet kapott a templom, s feltételezhetően ekkor készült a kis tornyocska és a nyugati bejárat feletti tető. A kazettás mennyezet figurális ábrázolásai között találhatók égitestek: Hold, Nap; a nagyon gazdag növényi ábrázolások tulipán mellett állatmotívumok: pelikán, kétfejű sas, sárkány, kerub. Külön kiemelendő a pünkösdre utaló szél megjelenítése vagy Noé bárkája. A csengersimai templomban sakkbábuk segítségével a mennyezet kazettákról a teljes üdvtörténet leolvasható. Fából készült kis előcsarnoka 1761-es évszámot mutat, s belső deszkamennyezete is ebben az évben készült. Az 56 népies barokk stílusban festett fatábla (a mennyezetet korábban több tábla borította) a legérdekesebb és a legjellegzetesebb a vármegye ilyen emlékei közül. A festett fakarzat és szószék a mennyezet kazettákkal egy időben készült, míg a szép, áttört díszítésű szószékkorona későbbi, 1799-es munka. A templom külsején kevés változtatást végeztek: román kori résablakai közül többet kinagyítottak. A nyugati oldalon, a kontyolt tetőzet felett gúlasisakos huszártorony áll, amely barokk kori, és feltehetően a középkort idézi.[8]

2006-ban Cseuz Anett a csengersimai festett kazettás mennyezetről sakkbábuk segítségével leolvasta a teljes üdvtörténetet, amely a Simai Sakkoló c. könyvben olvasható. 2009-ben a csengersimai általános iskolás gyerekek előadták sakkbábuba öltözve a mennyezetkazettákról leolvasott üzenetet.
- Csetfalva református templom híres festett fakazettás mennyezete 1753-ban készült el. – A Reformáció előtt a katolikusoké volt. A templomot később átépítették. – Készítője Asztalos Ládor Ferenc volt, ő készítette el a tákosi templom festett mennyezetét is. S a díszítő elemek között kiemelt szerepet kapott a tulipán.[10]
- A tákosi református templom a „mezitlábas Notre Dame” és a mellette álló harangtorony a település büszkesége. A festett 58 fakazettából álló mennyezete, berendezése, szószéke, karzata adja a templom igazi értékét, s hírét kelti, messze földön is. Lándor Ferenc erdélyi asztalosmester remekműve, 1766. július 30-án készült el. A mennyezet kazettái között nincs két egyforma. A vázákból virágok nőnek ki, amiket indák, szfvek, tulipánok , levélkék, futó "S" motívumok vesznek körül. Fő jellemzőjük, hogy tengelyesen szimmetrikusak. Lukács János ácsmester 1767-ben megépíti a nagyon szép, tizenhat méter magas fatornyot, amely szoknyával, galériával és vízcsendesítővel ellátott torony volt. Galéria részén fordított fűrészelt tulipán motívumok vonultak végig.[11][12]